# Флип

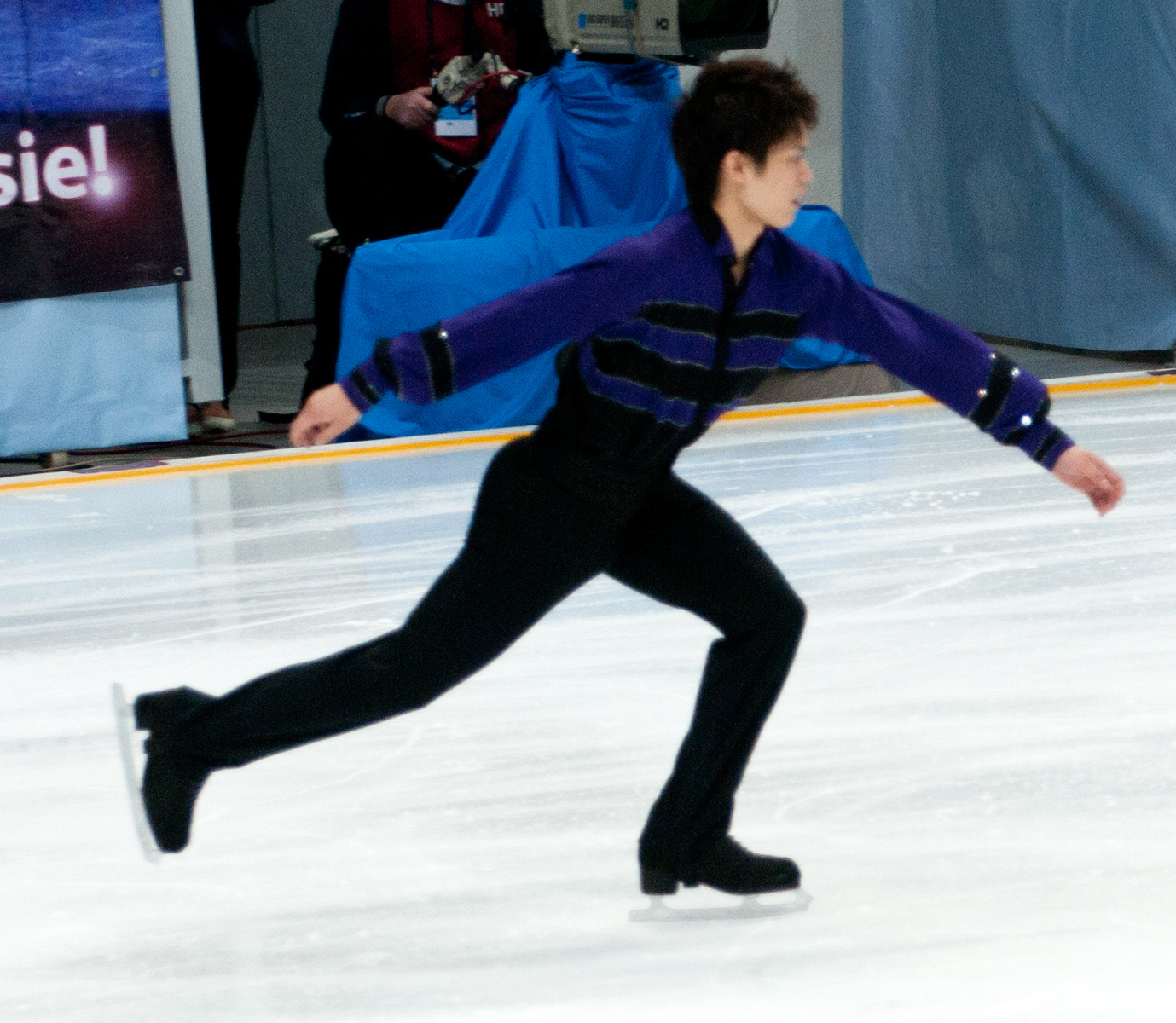
Заход на флип
Такахико Кодзука, ЧМ-2011

Флип (англ. flip — «щелчок») — прыжок в фигурном катании. Второй по сложности среди зубцовых. Выполняется с хода назад с внутреннего ребра левой ноги, удар зубцом правой ноги. Приземление на правую ногу на ход назад-наружу.
В британском английском флип иногда называют тоу-сальховом (англ. toe salchow), что, однако, является ошибкой: прыжки сходны разве что заходом. Ближайшим рёберным «родственником» флипа можно назвать риттбергер, выполняемый в похожей манере, однако не с зубца, а с ребра.
Одной из ошибок при выполнении более сложного лутца является смена перед прыжком внешнего ребра на внутреннее и как результат — непреднамеренный флип, неофициально называемый флутцем (flip + lutz). Реже случается лип (lip=lutz+flip) — непреднамеренный лутц, выполняемый вместо флипа.
По новой системе судейства одинарный флип оценивается в 0,5 балла, двойной — 1,8, тройной — 5,3, четверной — 11,0 балла.

## История
- Флип стали исполнять с 30-х годов XX века. Имя первого исполнившего его фигуриста точно не установлено.
- Мужчины начали исполнять тройной флип в середине 1970-х годов[3], однако точных сведений нет в связи с давностью времени. В сохранившихся видеозаписях имеется исполнение тройного флипа Терри Кубичкой на Олимпиаде-76 и чемпионате мира в 1976, а среди женщин — Катариной Витт, Каролой Пауль (ГДР) и Мануэлой Рубен (ФРГ) на чемпионате мира в 1981[4].
- Первая попытка выполнить четверной флип на соревнованиях была осуществлена Дайсукэ Такахаси на чемпионате мира 2010 года. Прыжок был выполнен с недокрутом и приземлением на две ноги, в результате чего за этот элемент фигурист получил лишь 3,9 балла[5]. Сёма Уно стал первым фигуристом, чисто исполнившим четверной флип на соревнованиях (2016 Team Challenge Cup, Спокан, 22 апреля 2016). Среди женщин первой исполнила четверной флип Александра Трусова в Финале Гран-При по фигурному катанию сезона 2019/2020 (Турин, 7 декабря 2019)[6]. Помимо Александры Трусовой, среди женщин на международных соревнованиях этот прыжок с ошибкой исполнила Анна Щербакова на Командном чемпионате мира по фигурному катанию 2021[7]. А уже на Гран-при в Турине в 2021 Анне Щербаковой удалось чисто исполнить четверной флип[8].